# École nationale supérieure des mines de Nantes
Pour les articles homonymes, voir EMN.
L'École nationale supérieure des mines de Nantes, également connue sous les noms Mines Nantes, École des Mines de Nantes et EMN, créée en 1990, était l'une des 205 écoles d'ingénieurs françaises accréditées au 1er septembre 2018 à délivrer un diplôme d'ingénieur.
Le décret 2017-1527 du 14 novembre 2016 crée sous la forme d'une école de l'Institut Mines-Télécom, l'École nationale supérieure Mines-Télécom Atlantique Bretagne Pays de la Loire, qui résulte de la fusion de l'école nationale supérieure des mines de Nantes et de Télécom Bretagne. L'Institut Mines-Télécom délivre les titres d'ingénieur diplômé de Télécom Bretagne et de l'École nationale supérieure des mines de Nantes.

## Présentation générale
L'école est située au no 4 de la rue Alfred-Kastler à Nantes, dans le quartier Nantes-Erdre, sur le Campus de la Chantrerie.
L'école des Mines de Nantes possède le statut d'établissement public à caractère administratif sous tutelle du ministre chargé de l'industrie.
L'école est membre de l'Institut Mines-Télécom, du Groupe des écoles des mines et de la Conférence des grandes écoles. Elle est également membre fondateur du PRES UNAM ainsi que du consortium « Nantes Atlantic Management & Technology », avec Audencia et l'École centrale de Nantes.

### Histoire

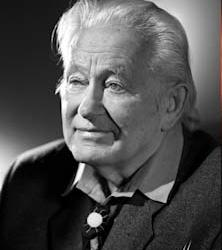
Georges Charpak, cofondateur de l'École des Mines de Nantes et parrain de la promotion 1997.

1er logo de École des mines de Nantes à son ouverture en 1990.

L'école des Mines de Nantes a été créée le 26 septembre 1990. Jean-Marc Ayrault, alors maire de Nantes, négocie avec le ministre de l'Industrie, Roger Fauroux, l'implantation sur les bords de l'Erdre de la future École des Mines. Le ministre des Finances, Pierre Bérégovoy, avait préalablement donné son accord pour le lancement du projet. Le budget de création de l'École est fixé à 400 millions de francs, à raison de 80 millions pour chaque collectivité territoriale (Ville de Nantes, département, région) et une participation de l’État s'élevant à 160 millions de francs.
Le directeur régional de l'industrie, de la recherche et de l'environnement des Pays de la Loire, Robert Germinet, est alors nommé représentant du maître d'ouvrage pour la réalisation de cette nouvelle école des Mines. Georges Charpak, cofondateur de l'École, est à l'origine de son plus grand laboratoire : celui de physique subatomique et des technologies associées (dit Subatech).
La première promotion entre à l'École en octobre 1991 dans les locaux provisoires situés rue Marcel-Sembat à Nantes. Le 1er juillet 1992, l'architecte Aymeric Zublena est choisi pour construire les locaux définitifs de l'établissement dans la technopole Atlanpole. L'ingénieur directeur du projet est Françoise Mahiou.
Avant 2012, les quatre Écoles des Mines d’Albi, d’Alès, de Douai et de Nantes proposaient un concours commun « Mines Sup » et étaient accessibles dès bac+1 (on[Qui ?] les appelait les « petites mines »). Depuis 2012, le recrutement des élèves-ingénieurs issus des classes préparatoires se fait exclusivement sur concours commun Mines-Ponts après mathématiques spéciales. En mars 2012, l'École intègre l'Institut Mines-Télécom et prend son nom actuel : École nationale supérieure des mines de Nantes.
En 2017, l'École nationale supérieure des mines de Nantes et Télécom Bretagne fusionnent pour créer l'École nationale supérieure Mines-Télécom Atlantique Bretagne Pays de la Loire, école interne de l'Institut Mines-Télécom.

### Campus
Le campus de 13 hectares est implanté au bord de l'Erdre dans la technopole Atlanpole à proximité d'autres établissements d'enseignement supérieur (Oniris, École supérieure du bois, Polytech Nantes, Ecole de Design Nantes Atlantique). Il est composé des bâtiments de l'école, des équipements sportifs (gymnase, courts de tennis, salle de musculation), du restaurant, de la maison des élèves, des logements permettant d'accueillir l'ensemble des étudiants (6 bâtiments), et d'un incubateur académique. L'école dispose également de logements étudiants dans le centre-ville.

### Présidents du Conseil d'Administration
- 2000 - 2003 : Laurence Danon, ingénieur au corps des mines, coprésidente du Directoire du bureau parisien de Banca Leonardo.
- 2007 - 2016 : Christian Herrault, ingénieur en chef au corps des Mines  et Directeur général adjoint opération du groupe Lafarge[9],[10],[11].
- 15 août 2016 - 31 décembre 2016 : Guillaume Texier, directeur financier du groupe Saint-Gobain[12],[13].

### Directeurs
- Anne Beauval, ingénieur général des mines, de 2012 à 2016
- Stéphane Cassereau, ingénieur général des mines, de 2001 à 2012
- Robert Germinet[14], inspecteur général de l'industrie puis contrôleur général économique et financier, de 1990 à 2001

### Parrains et marraines de promotions

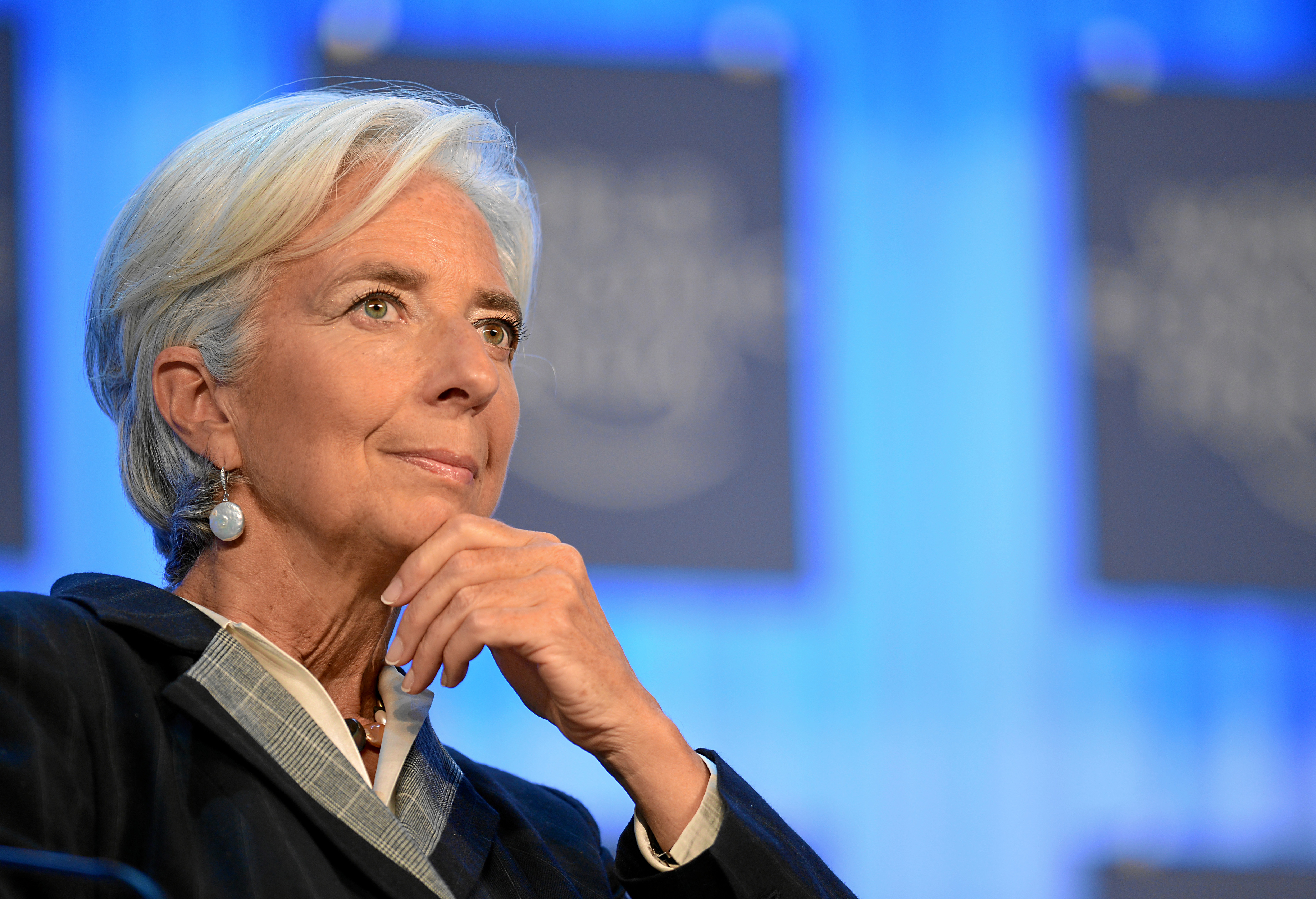
Christine Lagarde, Ministre des Finances et de l'Industrie de 2007 à 2011

- 2017 - Fabrice Lépine, directeur général de Wonderbox et Ronan Stephan, directeur scientifique de Plastic Omnium
- 2016 - Bruno Hug de Larauze, président-directeur général d'IDEA Groupe
- 2015 - Dominique Minière - directeur exécutif du Groupe EDF
- 2014 - Jean Mounet - vice-président de Sopra
- 2013 - Dominique Louis - président–fondateur d'Assystem
- 2012 - Antoine Frérot - président-directeur général de Veolia Environnement
- 2011 - Patrick Peugeot - président-directeur général de La Mondiale, président de la Cimade
- 2010 - Patrick Daher - président-directeur Général du Groupe Daher
- 2009 - Yves Caseau - directeur général adjoint de Bouygues Telecom
- 2008 - Marie-Claude Dupuis - directrice générale de l'Agence nationale pour la gestion des déchets radioactifs
- 2007 - Joël Séché - président-directeur général de Séché Environnement accompagné de Christine Lagarde,  ministre des Finances et de l'Industrie
- 2006 - Grégoire Olivier - président-directeur général de Faurecia
- 2005 - Patrick Gruau - président-directeur général de Gruau
- 2004 - Thierry Morin - président-directeur général de Valeo Management Service
- 2003 - Gérald Lignon - directeur d'Airbus Nantes
- 2002 - Patrick Boissier - président-directeur général de DCNS, président-directeur général des Chantiers de l'Atlantique
- 2001 - Jean-Paul Giraud - président-directeur général du groupe Fnac
- 2000 - Annette Roux - président-directeur général de Bénéteau
- 1999 - Gérard Mestrallet - président-directeur général de GDF Suez
- 1998 - Richard L.Garwin - physicien américain
- 1997 - Georges Charpak - Prix Nobel de physique en 1992
- 1996 - Jean-Louis Beffa - président-directeur général de Saint-Gobain

## Les formations

### Ingénieur
La formation d'ingénieur est habilitée par la Commission des titres d'ingénieur. L'objectif de ce cursus est de former des ingénieurs généralistes de haut niveau, formés à la conduite de projets technologiques, immédiatement opérationnels et possédant un fort potentiel d’évolution.
L'essentiel des effectifs est recruté sur le concours commun Mines-Ponts après les classes préparatoires aux grandes écoles. En 2012, sur les 12 768 candidats inscrits au concours, l'École des Mines de Nantes a recruté, dans la population des 194 premiers dans la filière PC, des 303 premiers pour la filière MP, des 257 premiers dans la filière PSI et des 235 premiers dans la filière PT.
Une partie du recrutement des étudiants s'effectue sur titres pour une intégration en première année ou en deuxième année (2 étudiants admis sur titres en première année pour l'année scolaire 2014/2015, 5 pour l'année 2015/2016).
Le cursus ingénieur se déroule en trois années. En première année, l'étudiant perfectionne ses connaissances scientifiques. Des sessions de découverte de l'entreprise, de son environnement économique et humain et de la conduite de projets d’ingénierie sont proposées. En milieu de première année, l'étudiant effectue un stage opérateur dans le domaine de l'industrie pendant 4 semaines. En fin de première année, l'étudiant choisit une option d'approfondissement.
En deuxième année, l'étudiant continue à suivre des cours de tronc commun en parallèle de ceux relatifs à l'option choisie. Il effectue en outre une mission de consultant en équipe au sein d'une entreprise. Cette année se termine par un stage de 3 mois à l'étranger.
La troisième et dernière année débute par un semestre de cours essentiellement d'option, et se poursuit, hors cas du parcours bi-diplômant, par 6 mois de Projet de Fin d'Études en entreprise, projet qui clôt la scolarité de l'étudiant et accompagne son entrée dans le monde professionnel.
D'autre part, une convention de mobilité permet aux étudiants de l’École d'effectuer leur dernière année de formation dans une autre école de l'Institut Mines-Télécom. Les étudiants ont donc accès à plus de 130 options et thématiques pour achever leur cursus.
Durant sa scolarité à l'école, l'étudiant peut suivre une année ou un semestre à l'étranger au sein des universités partenaires. La moitié des élèves suivent une année d'études à l'étranger et plusieurs d'entre eux obtiennent un double diplôme. L'école offre 17 possibilités de parcours bi-diplômants. Enfin l'étudiant a également la possibilité d'effectuer un double diplôme avec l'école de management Audencia.

### Ingénieur par apprentissage spécialité Ingénierie Logicielle
La formation d'ingénieur par apprentissage, ouverte en 2011, est destinée à former des ingénieurs proches du terrain capables de concevoir, de faire évoluer les systèmes d'information et d'accompagner leur mise en œuvre, dans le domaine des logiciels et services. Cette formation, accréditée par la Commission des titres d'ingénieur, est proposée en partenariat avec l'Institut des techniques d'ingénieur de l'industrie des Pays de Loire. Cette formation spécialisée s'adresse à des diplômés Bac+2 en informatique issus de DUT et BTS. Elle est dispensée sur 3 années et conduit à la délivrance du titre d'ingénieur diplômé de l’École nationale supérieure des mines de Nantes spécialité Ingénierie logicielle.

### Masters of science
Les masters of science proposés par l'école reflètent sa dimension internationale, puisque ces formations sont entièrement dispensées en anglais et s'adressent à des étudiants internationaux. Elles sont accessibles pour les étudiants français ayant une licence scientifique ou un bachelor of science pour les étrangers. Les masters of science recouvrent les domaines de compétence de l'école. Les masters of sciences proposés par l'école sont :
- Master of Science in Management and Optimization of Supply Chains and Transport
- Master of Science in Project Management for Environnemental and Energy Engineering
- European joint Masters of Science in Management and Engineering of Environment and Energy (Erasmus Mundus)
- Master of Science in Sustainable Nuclear Energy - Applications and Management

### Écoles doctorales
L'École des Mines de Nantes est habilitée à délivrer le diplôme de docteur dans les champs scientifiques couverts par l'accréditation des trois écoles doctorales suivantes :
- Sciences et Technologies de l’Information et Mathématiques (ED 503)
- Sciences pour l’ingénieur, Géosciences, Architecture (ED 498)
- Matière, Molécule, Matériaux en Pays de Loire (ED 500)

L'école est cohabilitée à délivrer les masters recherche suivants :
- Master Automatique et Systèmes de Production
- Master Informatique en Architectures Logicielles
- Master Informatique Optimisation en Recherche Opérationnelle
- Master Applications et recherches subatomiques
- Master Automatique, Robotique, et Informatique appliquée
- Master Génie des procédés : environnement / agro-alimentaire
- Master Sciences et Techniques des Environnements Urbains

## Recherche
En matière de recherche, Mines Nantes est une référence de premier plan reconnue par les entreprises et la communauté scientifique dans ses domaines d'expertise : l'informatique, les systèmes d'information et de production ainsi que le nucléaire, l'énergie et l'environnement.
Le personnel de recherche comprend 378 chercheurs et enseignants-chercheurs. Les équipes de recherches sont intégrées dans une organisation axée autour de 5 départements et dans les UMR associées, couvrant les domaines scientifiques suivants : informatique, automatique et productique, systèmes énergétiques et environnement, physique subatomique et radiochimie, sciences sociales et de gestion.
La qualité de la recherche à l'École est régulièrement évaluée par l'AÉRES. La recherche de tous les départements liés à une UMR ont obtenu les notes A et A+.
| Département                                    | UMR associée | Intitulé UMR                                                         | Note AÉRES |
| ---------------------------------------------- | ------------ | -------------------------------------------------------------------- | ---------- |
| Informatique                                   | UMR6241      | Laboratoire d'informatique de Nantes Atlantique                      | A          |
| Automatique/Productique                        | UMR6597      | Institut de Recherche en Communications et Cybernétique de Nantes    | A+         |
| Systèmes énergétiques et de l'environnement    | UMR6144      | Laboratoire de Génie des procédés – environnement – agro-alimentaire | A+         |
| Physique subatomique et technologies associées | UMR6457      | Laboratoire de physique subatomique et des technologies associées    | A          |
| Sciences Sociales et de Gestion                | -            | -                                                                    | -          |

## Vie associative et sportive
Les activités extra-scolaires des étudiants s'appuient sur trois associations principales : le Bureau Des Élèves (BDE), l'Association Sportive (AS) et la Junior-Entreprise, MiND (Mines Nantes Développement).

## Anciens élèves
L'association des anciens élèves, Mines Nantes Alumni, est membre fondateur de l'union d'associations Mines-Télécom Alumni.